# La Libertà Avanza
La Libertà Avanza (in spagnolo: La Libertad Avanza - LLA) è una coalizione politica argentina di estrema destra, di ideologia conservatrice sul piano sociale e culturale e libertaria in economia.

## Storia
La Libertà Avanza è stata fondata il 14 luglio del 2021 da Javier Milei e Victoria Villarruel in vista delle elezioni legislative di quell'anno. L'alleanza, composta dai partiti Movimento di Integrazione e Sviluppo, Uniti per la Libertà e la Dignità, Movimento dei Pensionati e della Gioventù e Partito Libertario, si presentò solamente nella circoscrizione di Buenos Aires, dove ottenne il 13,90% dei suffragi al voto per il Congresso nazionale e il 13,82% alle contestuali elezioni per il rinnovo del Consiglio cittadino, imponendosi come terza forza politica nella capitale dopo Insieme per il Cambiamento e il Fronte di Tutti. 
Inizialmente limitata alla città di Buenos Aires, La Libertad Avanza ha successivamente allargato il proprio raggio d'azione all'intera Argentina, accogliendo al suo interno vari partiti quali, a livello nazionale, il Partito Democratico, il Partito Libertario, l'Unione Celeste e Bianco, il Partito Fede e il Partito Rinnovatore Federale, e altri a livello provinciale. La coalizione si è quindi presentata in tutto il territorio nazionale alle elezioni generali del 2023, ottenendo il 26,50% dei voti alle legislative e il 29,99% alle presidenziali, portando il suo candidato, Javier Milei, al ballottaggio, poi vinto con il 55,69%.
Successivamente alle elezioni, la coalizione è stata accusata di aver chiesto ai suoi candidati di comprare il loro posto nelle liste elettorali per diverse decine di migliaia di dollari in vista delle elezioni generali del 2023. Lo hanno testimoniato uomini d'affari, avvocati e politici precedentemente vicini a Javier Milei. Secondo loro, sono stati chiesti almeno 10.000 dollari per una candidatura e fino a 250.000 dollari per i seggi più ambiti. Milei ha dichiarato che prenderà contromisure legali per quelle che lui definisce delle bugie.